# Soul Mechanic
Soul Mechanic (en hangul, 영혼수선공; hanja: 靈魂修繕工; romanización revisada del coreano: Yeonghon Suseongong; lit. Reparador de almas) es una serie televisiva coreana de 2020 dirigida por Yoo Hyun-ki y protagonizada por Shin Ha-kyun, Jung So-min, Tae In-ho y Park Ye-jin. Se emitió en KBS2 del 6 de mayo al 25 de junio de 2020.

## Sinopsis
Un equipo de psiquiatras que creen en la curación, y no solo el tratamiento de los pacientes enfermos. Lee Shi-joon (Shin Ha-kyun) está feliz de negociar con la vida en un mundo loco con su modo de ser excéntrico y apoyándose en el humor para sanar a sus pacientes. Al final le asignan una paciente problemática, Han Woo-joo (Jung So-min), una estrella musical en ascenso con graves problemas de gestión de la ira.

## Reparto

### Principal
- Shin Ha-kyun como Lee Shi-joon, psiquiatra en el hospital Eungang.[3]
- Jung So-min como Han Woo-joo, actriz musical de fuerte inestabilidad emocional.[4]
- Tae In-ho como In Dong-hyuk, profesor asistente de psiquiatría, el mejor amigo y al tiempo rival de Shi-joon.
- Park Ye-jin como Ji Young-won, directora del departamento de psiquiatría.[5]

### Secundario
- Joo Min-kyung como Gong Ji-sun.[6][7]
- Jo Kyung-sook como Jo In-hye, directora del hospital Eungang.
- Park Soo-young como Oh Ki-tae, subdirector médico del hospital Eungang, profesor de psiquiatría.[8][9]
- Jung Hae-kyun como Park Dae-ha, director del departamento de psiquiatría.
- Choi Jung-woo como Lee Taek-kyung, padre de Shi-joon, cirujano jubilado.
- Park Hyun-suk como Oh Hwa-young, enfermera jefe en la sala de psiquiatría.
- Ahn Dong-goo como No Woo-jung, médico residente.
- Park Han-sol como Gong Ji-hee, hermana menor de Gong Ji-sun.[10]
- Kim Kang-min como Kim Young-seok.
- Shin Ha-young como Kang Neu-ri.[11][12]
- Jang Yoo-sang como Im Se-chan.
- Oh Yoon-hong como un médico.
- Kang Shin-il como Gu Won-sook.
- Kim Ga-ran como Jang Yoo-mi.
- Ji Joo-yeon como Jung Se-yeon.
- Baek Soo-hee como Kim Yoo-ra, una paciente.[13]
- Kim Hyun como un paciente.
- Park Sang Hoon como Park Lu-oh (paciente).
- Park Ye-young como Heo Min-young (ep. 21-23).[14]

### Apariciones especiales
- Wi Ha-joon como Oh Yoo-min, jugador de fútbol, paciente.
- Lee Sung-min como Ko Jae-hak, médico de urgencias.
- Kim Dong-young como Cha Dong-il, falso oficial de policía, paciente.
- Oh-ryung como Baek Hong-min, bombero, paciente.
- Ban Hyo-jung como Gu Gu-suk, maestro de escuela de Baek Hong-min.
- Kim Hye-eun.
- Ryu Si-won como Song Min-soo, militar.
- Song Jo-ho como Shin Jong-sik (ep. 11-12).[15]

## Banda sonora original
| Parte | N.º | Título                      | Letra        | Música                                 | Artista                    | Duración |
| ----- | --- | --------------------------- | ------------ | -------------------------------------- | -------------------------- | -------- |
| 1     | 1   | I'm Fine                    | Shim Hyun-bo | Park Sung-jin - Choi Min-sang          | Oh Ha-young                | 03:58    |
| 1     | 2   | I'm Fine (inst.)            |              | Park Sung-jin - Choi Min-sang          |                            | 03:58    |
| 2     | 1   | Lean on Me                  | Shim Hyun-bo | Shim Hyun-bo - Park Min-seo            | Ha Hyun-sang               | 03:56    |
| 2     | 2   | Lean on Me (inst.)          |              | Shim Hyun-bo - Park Min-seo            |                            | 03:56    |
| 3     | 1   | Confuse                     | Shim Hyun-bo | Shim Hyun-bo - Park Min-seo            | Suran                      | 04:24    |
| 3     | 2   | Confuse (inst.)             |              | Shim Hyun-bo - Park Min-seo            |                            | 04:24    |
| 4     | 1   | When Tomorrow Comes         | Red Socks    | Red Socks - Kang Hyun-deuk             | NIA                        | 03:46    |
| 4     | 2   | When Tomorrow Comes (inst.) |              | Red Socks - Kang Hyun-deuk             |                            | 03:46    |
| 5     | 1   | Love After Love             | Kim Soo-jung | atomik                                 | Tim                        | 04:34    |
| 5     | 2   | Love After Love (inst.)     |              | atomik                                 |                            | 04:34    |
| 6     | 1   | Sigh                        | BIG Naughty  | BIG Naughty - Giriboy - Choi Min-chang | Shin Ha-kyun - BIG Naughty | 03:57    |
| 6     | 2   | Sigh (inst.)                |              | BIG Naughty - Giriboy - Choi Min-chang |                            | 03:57    |

## Recepción
La serie ha generado algunas polémicas por el modo en que trata el tema de la curación de las enfermedades psiquiátricas, que se presenta como algo factible en muy escaso tiempo, hecho que puede crear falsas expectativas en el público poco familiarizado con estas cuestiones. También se han criticado las relaciones personales que entablan algunos médicos con pacientes. Se ha llegado incluso a señalar en la página de peticiones del Centro de Derechos de los Espectadores de KBS que «es un delito que un psiquiatra tenga una relación romántica con un paciente». El equipo de producción se vio obligado a responder a las críticas.

## Índices de audiencia
La serie no comenzó mal con los dos primeros días de emisión, pero después bajó la audiencia y no logró llegar al 3 % de promedio.
En la tabla inferior, en azul aparecen los índices más bajos, y en rojo los más altos.
| Episodio | Fecha original de emisión | Índice de audiencia |
| Episodio | Fecha original de emisión | AGB Nielsen         |
| Episodio | Fecha original de emisión | Nacional            |
| -------- | ------------------------- | ------------------- |
| 1        | 6 de mayo de 2020         | 4.7%                |
| 2        | 6 de mayo de 2020         | 5.2%                |
| 3        | 7 de mayo de 2020         | 3.1%                |
| 4        | 7 de mayo de 2020         | 4.4%                |
| 5        | 13 de mayo de 2020        | 3.7%                |
| 6        | 13 de mayo de 2020        | 3.8%                |
| 7        | 14 de mayo de 2020        | 2.2%                |
| 8        | 14 de mayo de 2020        | 3.0%                |
| 9        | 20 de mayo de 2020        | 2.3%                |
| 10       | 20 de mayo de 2020        | 2.6%                |
| 11       | 21 de mayo de 2020        | 2.2%                |
| 12       | 21 de mayo de 2020        | 3.3%                |
| 13       | 27 de mayo de 2020        | 2.0%                |
| 14       | 27 de mayo de 2020        | 2.7%                |
| 15       | 28 de mayo de 2020        | 1.8%                |
| 16       | 28 de mayo de 2020        | 2.5%                |
| 17       | 3 de junio de 2020        | 2.1%                |
| 18       | 3 de junio de 2020        | 2.2%                |
| 19       | 4 de junio de 2020        | 2.3%                |
| 20       | 4 de junio de 2020        | 2.7%                |
| 21       | 10 de junio de 2020       | 1.9%                |
| 22       | 10 de junio de 2020       | 2.1%                |
| 23       | 11 de junio de 2020       | 1.4%                |
| 24       | 11 de junio de 2020       | 1.7%                |
| 25       | 17 de junio de 2020       | 1.5%                |
| 26       | 17 de junio de 2020       | 1.9%                |
| 27       | 18 de junio de 2020       | 1.7%                |
| 28       | 18 de junio de 2020       | 2.1%                |
| 29       | 24 de junio de 2020       | 2.0%                |
| 30       | 24 de junio de 2020       | 2.5%                |
| 31       | 25 de junio de 2020       | 2.1%                |
| 32       | 25 de junio de 2020       | 2.3%                |
| Promedio | Promedio                  | 2.6%                |